# Mecoptere
Mecopterele (Mecoptera) (din limba greacă: meco- = „lung”, -ptera = „aripi”) este un ordin de insecte ce conține aproximativ 550 specii, aranjate în 9 familii. Mai sunt numite câteodată și muște scorpion, datorită celei mai mari familii, Panorpidae, masculii având organele genitale asemănătoare cu coada unui scorpion.